# اس‌اس دلارت
اس‌اس دلارت (به انگلیسی: SS Dollart) یک کشتی بود که طول آن ۱۶۵ فوت ۸ اینچ (۵۰٫۵۰ متر) بود. این کشتی در سال ۱۹۱۲ ساخته شد.